# Psittacara mitratus
Psittacara mitratus е вид птица от семейство Папагалови (Psittacidae).

## Разпространение
Видът е разпространен в Аржентина, Боливия и Перу.